# Negreira
Negreira és un municipi de la província de la Corunya a Galícia. Pertany a la comarca d'A Barcala.
Limita amb els municipis d'Ames a l'est, al sud amb Brión, Noia i Outes, a l'oest amb Outes i Mazaricos, al nord amb A Baña i Santa Comba. Hi ha els monuments de Pazo de A Albariña i Pazo de O Cotón.
Conté les parròquies d'Alvite (San Tomé), Aro (San Vicenzo), Arzón (San Cristovo), Broño (San Martiño), Bugallido (San Pedro), Campelo (San Fins), Campolongo (Santa Cruz), Covas (Santa María), Gonte (San Pedro), Landeira (Santo Estevo), Liñaio (San Martiño), Logrosa (Santa Baia), Lueiro (Santa Baia), Negreira, A Pena (San Mamede), Portor (Santa María), Xallas (San Pedro), Zas (San Mamede),
| 5.847 | 6.958 | 8.440 | 7.771 | 6.497 |
| Fonts: INE i IGE (Els criteris de registre censal variaren i les dades de l'INE i de l'IGE poden no coincidir.) |       |       |       |       |

## Galeria d'imatges

Negreira
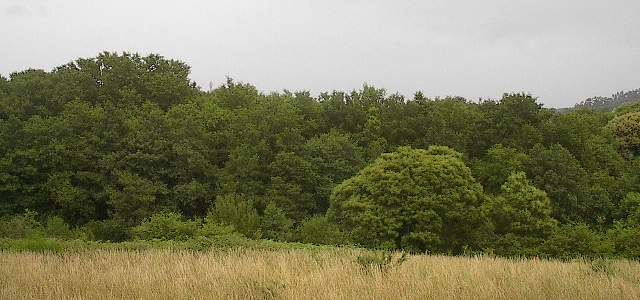
Bosc de Negreira

Pazo del Cotón, Negreira
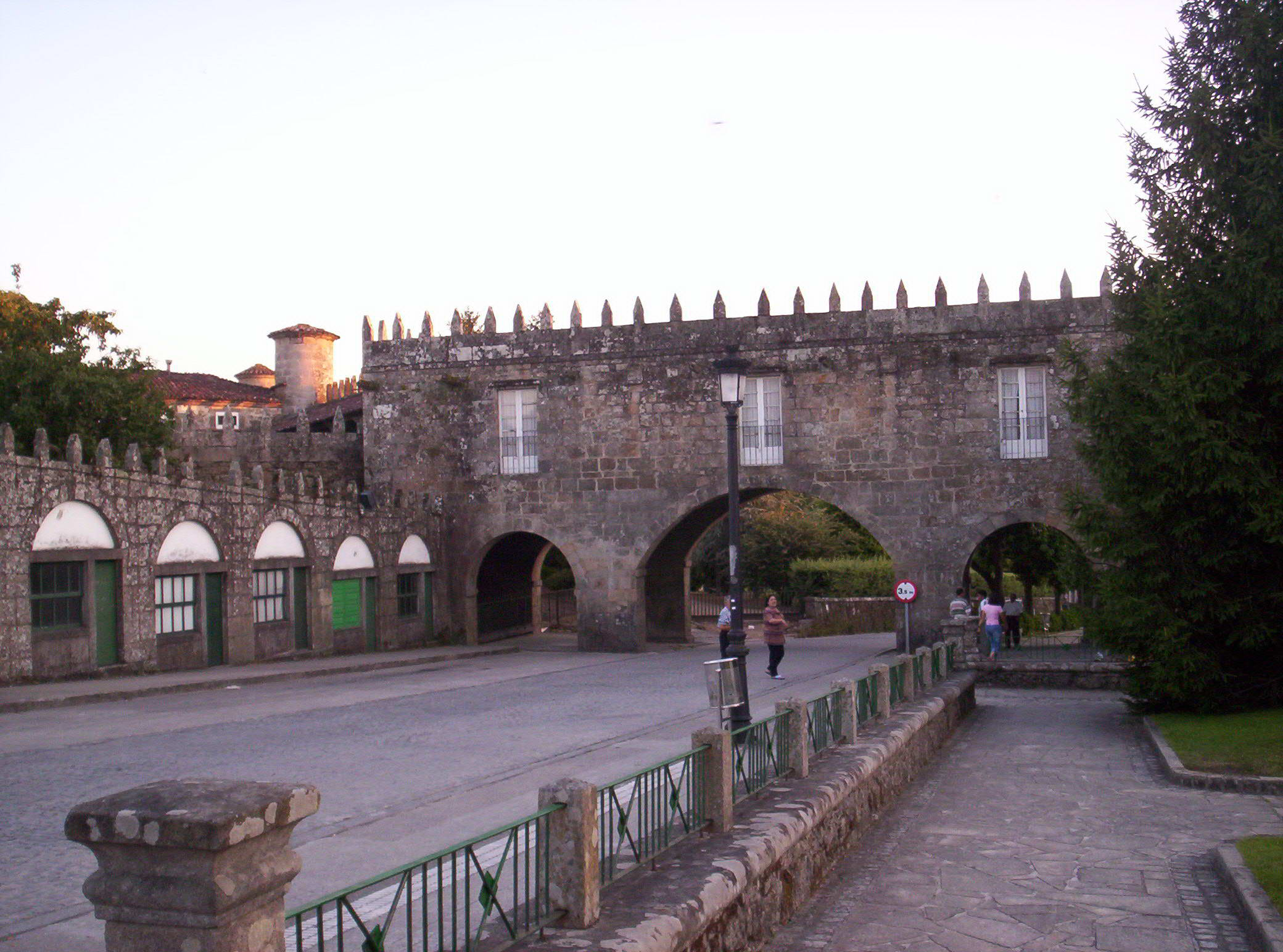
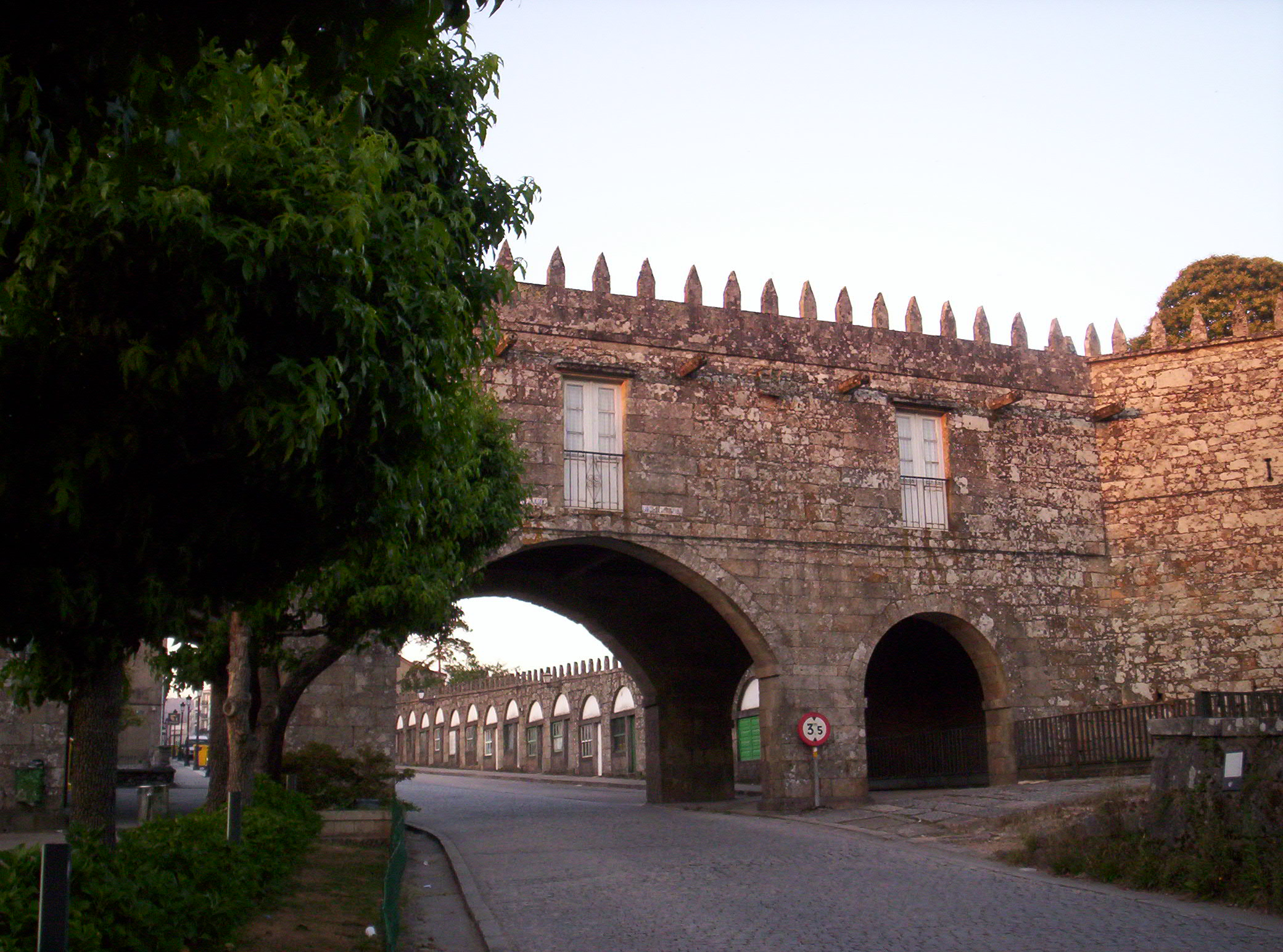
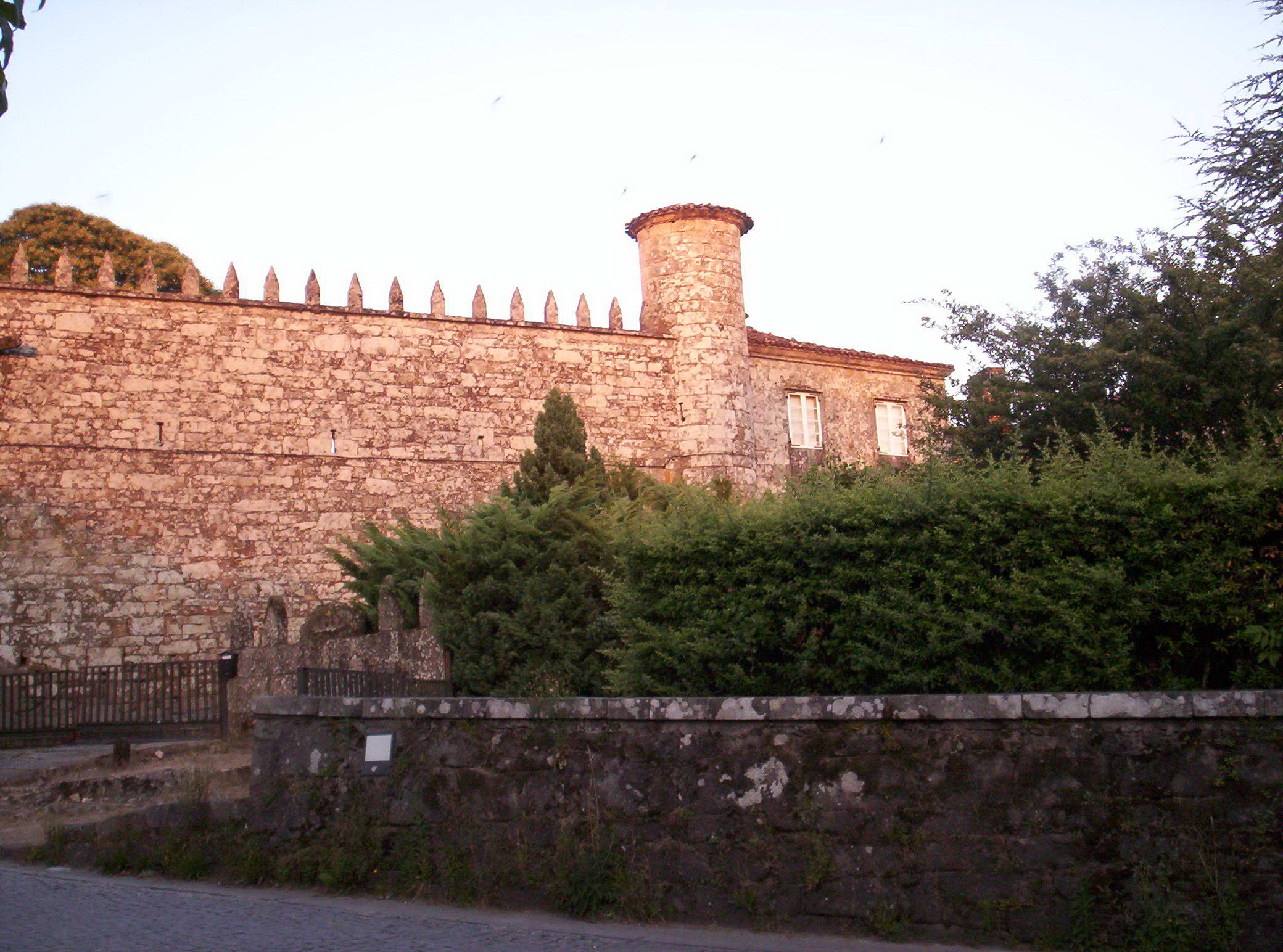

Parròquia de Portor
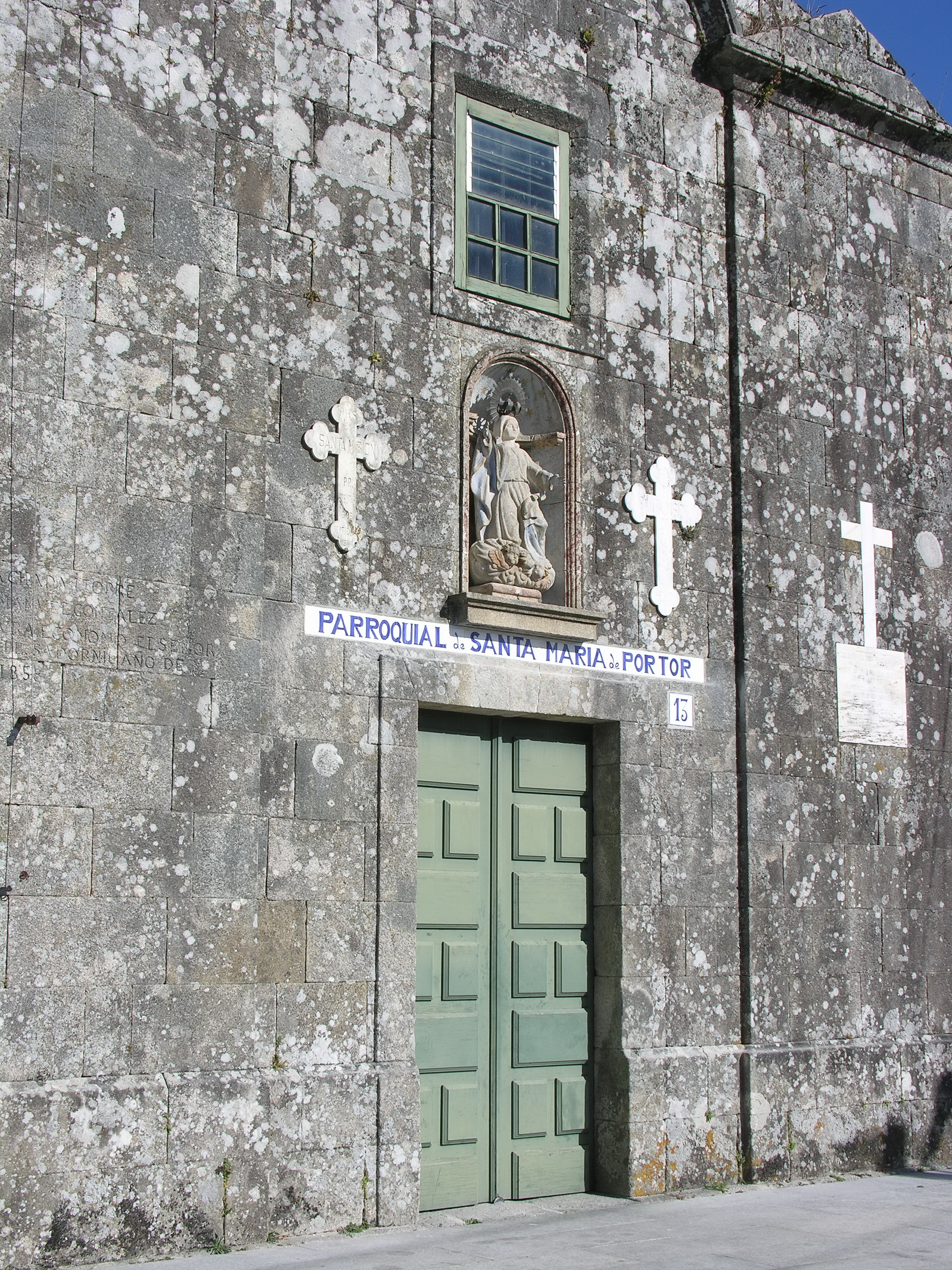
Entrada a l'església parroquial
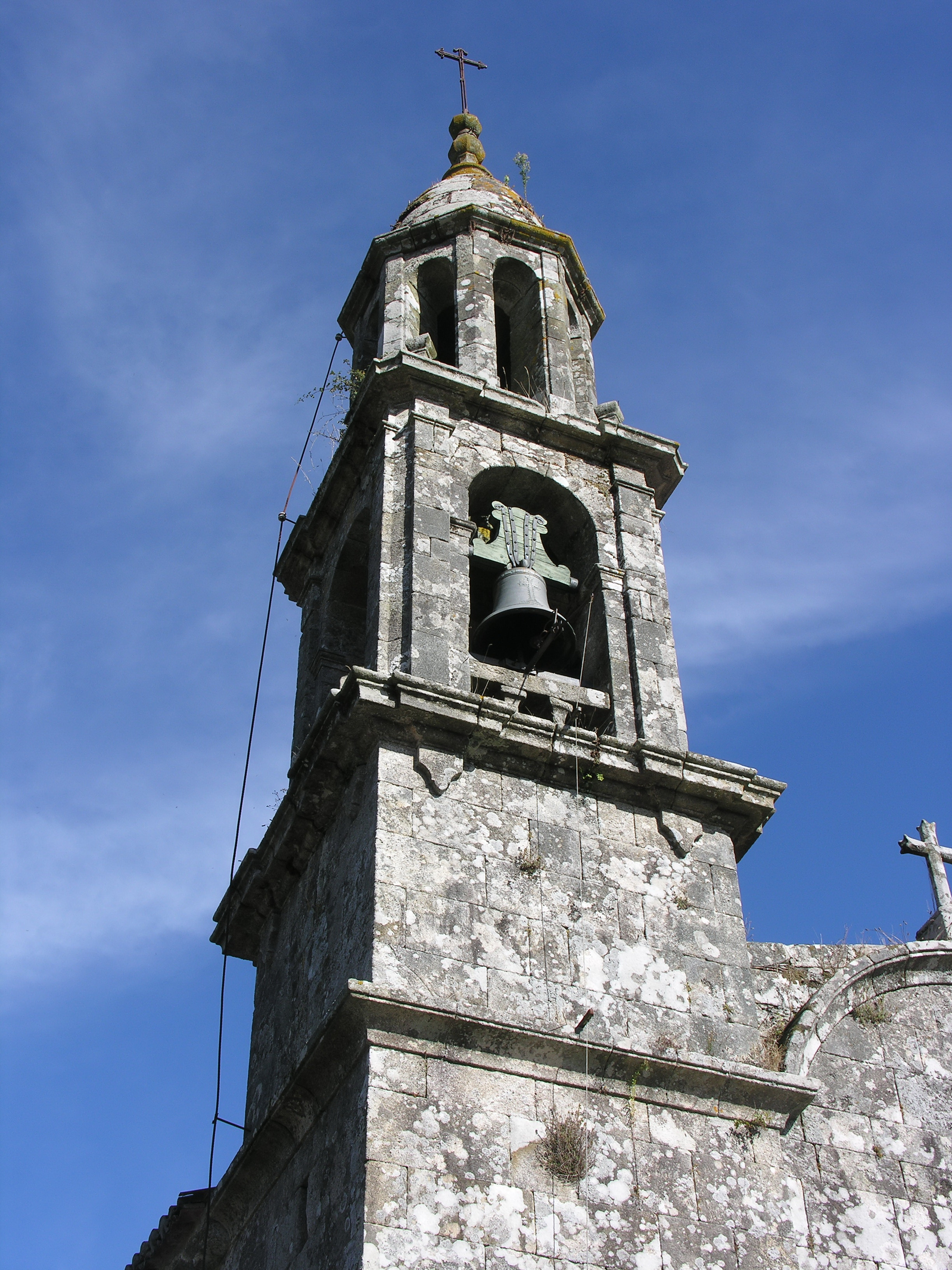
Torre de l'església parroquial
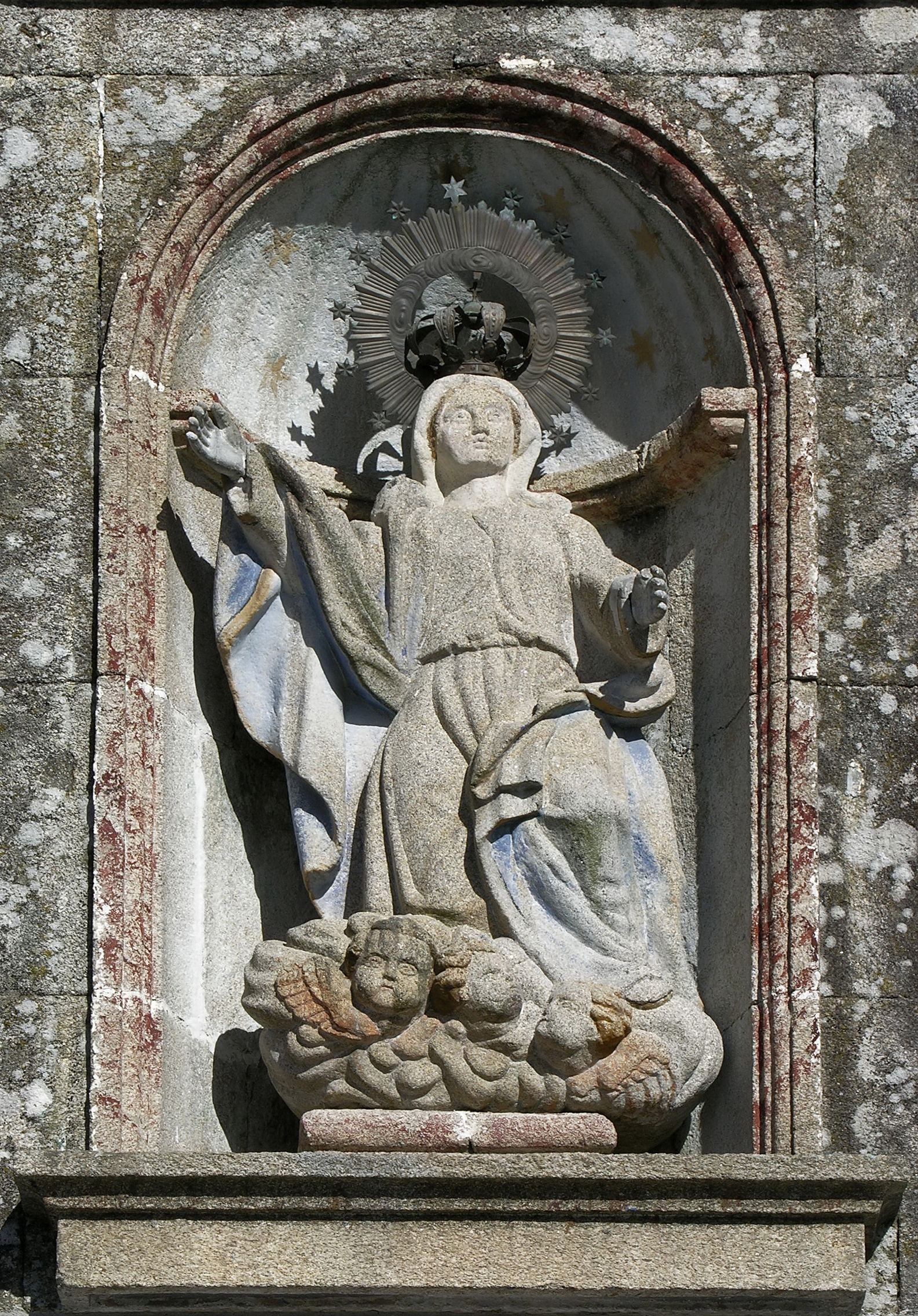
Detall de l'església